# Miedwiediewo (rejon totiemski)
Miedwiediewo (ros. Медведево) – wieś w Rosji, w rejonie totiemskim obwodu wołogodzkiego. W 2010 r. liczyła 146 mieszkańców.